# US Rumelange
US Rumelange (lux. US Rëmeleng) is een Luxemburgse voetbalclub uit Rumelange. De wedstrijden worden gespeeld op het gemeentelijke sportcomplex. De clubkleuren zijn blauw en wit. 

## Geschiedenis
In 1908 werd US Rumelange opgericht en was er in het eerste seizoen van de Luxemburgse competitie in 1909/10 al bij. Het volgende seizoen in de eerste klasse was 1920/21, maar na één jaar degradeerde de club. Het kon in 1949 voor één seizoen terugkeren.
Vanaf de jaren zestig speelde de club regelmatig in de Nationaldivisioun. In 2006 degradeerde de club naar de Éirepromotioun.

## Erelijst
- Beker van Luxemburg

Winnaar: 1968, 1975
Finalist: 1982, 1984

## Eindklasseringen vanaf 1946
| 3 |

| 5 |

| 4 |

| 2 |

| 11 |

| 3 |

| 2 |

| 2 |

| 4 |

| 2 |

| 5 |

| 3 |

| 12 |

| 2 |

| 2 |

| 9 |

| 12 |

| 4 |

| 1 |

| 9 |

| 4 |

| 7 |

| 2 |

| 9 |

| 2 |

| 7 |

| 2 |

| 6 |

| 10 |

| 5 |

| 3 |

| 9 |

| 7 |

| 10 |

| 12 |

| 3 |

| 1 |

| 6 |

| 8 |

| 12 |

| 3 |

| 2 |

| 12 |

| 5 |

| 7 |

| 8 |

| 9 |

| 8 |

| 4 |

| 8 |

| 2 |

| 10 |

| 11 |

| 1 |

| 8 |

| 8 |

| 9 |

| 7 |

| 10 |

| 2 |

| 11 |

| 4 |

| 1 |

| 12 |

| 13 |

| 1 |

| 13 |

| 2 |

| 11 |

| 10 |

| 10 |

| 13 |

| 2 |

| 14 |

| 5 |

| 1 |

| 5 |

| 6 |

| 3 |

| 11 |

| Nationaldivisioun | Éirepromotioun | 1. Divisioun |

## In Europa
#R = #ronde, T/U = Thuis/Uit, W = Wedstrijd, PUC = punten UEFA coëfficiënten .
Uitslagen vanuit gezichtspunt US Rumelange
| Seizoen                                                    | Competitie           | Ronde | Land                 | Club                | Totaalscore | 1e W    | 2e W     | PUC |
| ---------------------------------------------------------- | -------------------- | ----- | -------------------- | ------------------- | ----------- | ------- | -------- | --- |
| 1968/69                                                    | Europacup II         | 1R    | Vlag van Malta       | Sliema Wanderers    | 2-2 u       | 2-1 (T) | 0-1 (U)  | 2.0 |
| 1970/71                                                    | Jaarbeursstedenbeker | 1R    | Vlag van Italië      | Juventus            | 0-11        | 0-7 (U) | 0-4 (T)  | 0.0 |
| 1972/73                                                    | UEFA Cup             | 1R    | Vlag van Nederland   | Feyenoord           | 0-21        | 0-9 (U) | 0-12 (T) | 0.0 |
| 1975/76                                                    | Europacup II         | 1R    | Vlag van Joegoslavië | FK Borac Banja Luka | 1-14        | 0-9 (U) | 1-5 (T)  | 0.0 |
| Totaal aantal behaalde punten voor UEFA coëfficiënten: 2.0 |                      |       |                      |                     |             |         |          |     |

Zie ook
- Deelnemers UEFA-toernooien Luxemburg
- Ranglijst van alle clubs die in de diverse Europa Cups zijn uitgekomen

## Bekende spelers
Stefano Bensi
 Marc Birsens
 Furio Cardoni
 Manuel Cardoni
 Gérard Jeitz
 Sacha Rohmann